# Judy Bell-Gam
Judy Bell-Gam (* 24. August 1956 in Opobo Town, Rivers State, Nigeria) ist eine nigerianische Hürdenläuferin. Sie wurde Afrikameisterin in der Disziplin 100-Meter-Hürdenlauf.

## Leben
Bell-Gam wurde in Opobo Town, im Rivers State, geboren, sie hat eine Zwillingsschwester, Bella, die ebenfalls eine Athletin war. Beide Schwestern besuchten die Government Primary School in Afikpo, die Methodist School, Uwani im Bundesstaat Enugu und die Union Secondary School, Ikot Ekpene. Die Mädchen waren in Enugu, als der Bürgerkrieg ausbrach, und zogen nach Nnewi in den Süden. Am Ende des Krieges kehrte Bell-Gam in die Schule in Ikot Ekpene zurück. .
Judy Bell-Gam gewann die Goldmedaille im 100-Meter-Hürdenlauf bei den Afrikaspielen 1978 in Algier in einer Zeit von 13,67 s, vor der Kenianerin Ruth Kyalisima und ihrer Zwillingsschwester Bella Bell-Gam. Bei den Leichtathletik-Afrikameisterschaften 1979 in Dakar lief sie in derselben Disziplin 14,13 s vor ihrer Schwester und der Marokkanerin Fatima El Faquir und erhielt die Goldmedaille. Anschließend bei den Leichtathletik-Weltcup 1979 in Montreal lief sie die 100 Meter Hürden in 13,93 s und wurde Siebte.